# Emil Handschin
Emil Handschin (* 19. März 1928 in Basel; † 27. Mai 1990 ebenda) war ein Schweizer Eishockeyspieler. Er spielte als Verteidiger. Er absolvierte insgesamt 133 Länderspiele für die Schweiz bei Olympia (1948, 1952 und 1956) sowie Welt- und Europameisterschaften (1950, 1951, 1953). Bei den Olympischen Spielen 1948 in St. Moritz gewann er mit der Schweiz die Bronzemedaille.
Handschin begann seine Karriere beim SC Bern, wo er 1945 kurze Zeit spielte, bevor er zum HC Davos wechselte. Ab 1946 bis zu seinem Karriereende 1961 spielte er beim EHC Basel, wo er legendären Status erlangte.
Handschin gründete 1962 seinen eigenen Sanitärsbetrieb, die Emil Handschin AG. Er starb 1990 in Basel.